# ジェイムズ・グラハム (初代モントローズ公爵)

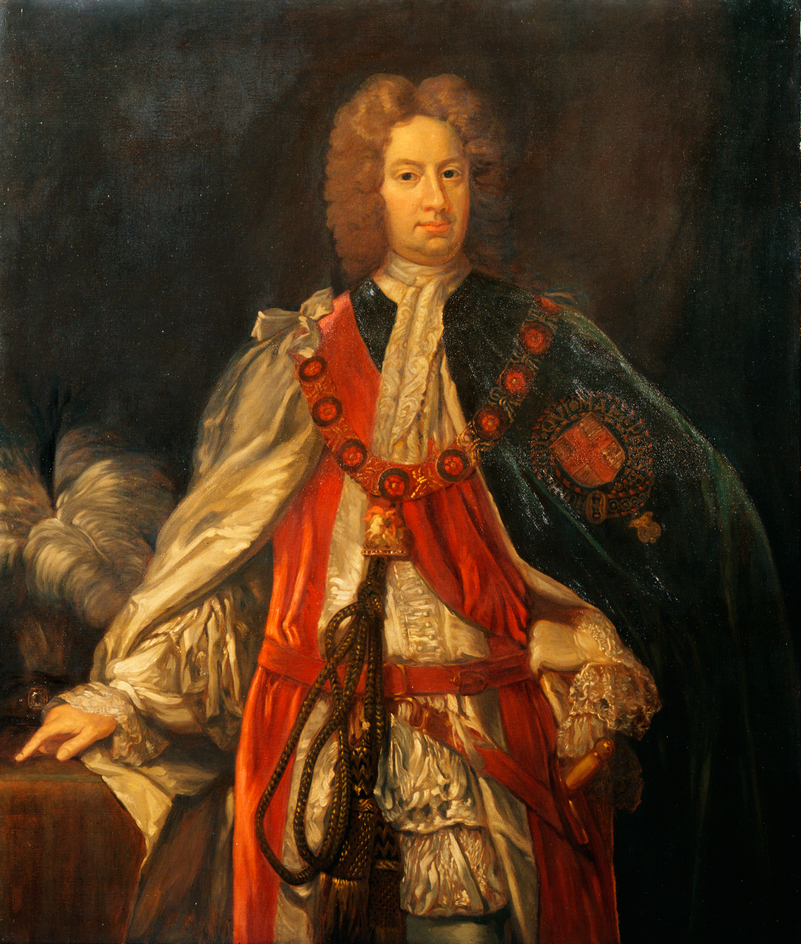
初代モントローズ公爵ジェイムズ・グラハム

初代モントローズ公爵ジェイムズ・グラハム（英: James Graham, 1st Duke of Montrose、1682年4月 - 1742年1月7日）は、ステュアート朝末期からハノーヴァー朝初期のスコットランドの貴族。
ハノーヴァー家の王位継承やスコットランド王国とイングランド王国の連合を支持し、アン女王によって「モントローズ公爵」に叙された。1715年ジャコバイト蜂起では鎮圧へ向けて働いた。
出生から父親が死去する1684年までは儀礼称号の「グラハム卿」で、1684年からモントローズ公爵に叙される1707年までは「第4代モントローズ侯爵」と称された。

## 経歴
第3代モントローズ侯爵ジェイムズ・グラハムと、初代ロシズ公爵ジョン・レスリーの娘クリスチャンの間の長男。1684年に父は死去し、遺言で指名された10人の家庭教師（母親や第5代ハディントン伯爵チャールズ・ハミルトンら）によって育てられた。ハディントンが死去し、母親がサー・ジョン・ブルース準男爵と再婚すると、家庭教師の権利がないと主張され、スコットランド民事控訴院（Court of Session）は1688年に無効を宣告した。このとき維持を主張した2人の裁判官が国王ジェームズ7世によって罷免されたため、家庭教師を入れ替えてモントローズをカトリック寄りにしたいという国王の意向があったとされるが、結果的に彼はその影響を受けることはなかった。
1702年にモントローズはSheriff of Dumbarton職やダンバートン城の管理権、レノックスのRegality権などを初代レノックス公チャールズ・レノックスから購入し、地域への影響力を強めた。
アン女王によって、モントローズは1705年2月23日にスコットランド海軍司令長官（Lord High Admiral of Scotland; 海軍総司令官）に、翌1706年の2月28日にスコットランド枢密院議長（Lord President of the Council of Scotland）に任じられた。
モントローズは周囲からの反対にも拘わらず、プロテスタント――すなわちステュアート朝ではなくハノーヴァー朝――によるスコットランド王位継承の強力な支持者であり、スコットランド王国とイングランド王国の合同に対する功績により合同後の1707年4月24日に「モントローズ公爵」に叙された。
1707年2月13日、最後のスコットランド議会において、モントローズは最初のスコットランドの貴族代表議員16人のうちのひとりに選出され、その後も数度再選された。
1709年2月28日、モントローズはスコットランド王璽尚書（Keeper of the Privy Seal of Scotland）に任命された。しかし初代オックスフォード＝モーティマー伯ロバート・ハーレーのトーリー党政権に反対したため、1713年に解任された。
1714年にアン女王が崩じると、モントローズは新国王ジョージ1世によって摂政の一人に任じられた。また9月24日にはジャコバイト支持を疑われて更迭された第23代マー伯爵ジョン・アースキンの後任のスコットランド大臣として第2代タウンゼンド子爵チャールズ・タウンゼンドの政権に加わった。
1715年ジャコバイト蜂起が発生したとき、政府にとってモントローズの支持が得られたことは乱を鎮圧するにあたって重要であった。彼はスコットランドの民政を担当し、乱後はスコットランド人の訴えを聞きつつ彼らへの処罰が軽くなるよう努めた。
1716年、モントローズはスコットランド国璽尚書（Keeper of the Great Seal of Scotland）に任命され、1733年に消費税法案（Excise Bill）成立を目指すサー・ロバート・ウォルポールと対立し解任されるまで務めた。また1717年10月4日にスコットランド枢密顧問官に列せられた。
1719年、王立音楽アカデミー社に出資した。
モントローズは、スコットランド貴族代表議員の選挙に対する政府の干渉に抗議し、1735年に他の5人の貴族たちとともに嘆願書を発表した。しかし、この嘆願は却下された。
1742年1月7日、モントローズはロンドンで死去し、2月12日にパースシャー州（現在のパース・アンド・キンロス州）Aberuthvenに葬られた。爵位は息子の第2代グラハム伯爵ウィリアム・グラハムが相続した。
モントローズは1714年から1742年に死去するまでグラスゴー大学の総長を務めており、1726年に友人の初代シャンドス公爵ジェイムズ・ブリッジスからの寄付をもとに図書館を建設した。1952年に建設された創立500周年を記念する門（University of Glasgow Memorial Gates）には、モントローズの名前も記されている。また1707年5月28日に王立協会フェローに選出された。

## 家族
モントローズは1702年3月2日に、第3代ノーセスク伯爵デイヴィッド・カーネギーの娘クリスチャンと結婚した。彼女との間に以下の子供をもうけた。
- グラハム卿ジェイムズ （1703年 - 1704年）
- グラハム卿デイヴィッド（1707年よりグラハム侯爵） （1705年 - 1731年） - 初代グラハム伯爵（1722年叙位）
- クリスチャン （1706年 - 1711年）
- エリザベス （1708年 - 1711年）
- ジョン （1709年 - 1710年）
- ジェイムズ （1710年 - 1711年）
- トマス （1711年 - 1711年）
- ウィリアム （1712年 - 1790年） - 第2代グラハム伯爵（1731年襲爵）、第2代モントローズ公爵（1742年襲爵）
- マーガレット （1714年 - 1729年）
- ジョージ （1715年 - 1747年） - 海軍大佐、庶民院議員